# Chrotopterus auritus
Chrotopterus auritus — вид родини листконосові (Phyllostomidae), ссавець ряду лиликоподібні (Vespertilioniformes, seu Chiroptera).

## Середовище проживання
Країни поширення: Аргентина, Беліз, Болівія, Бразилія, Колумбія, Коста-Рика, Еквадор, Сальвадор, Французька Гвіана, Гватемала, Гаяна, Гондурас, Мексика, Нікарагуа, Панама, Парагвай, Перу, Суринам, Венесуела. Проживає в густих лісах, як правило, поблизу річок та інших вологих місць.

## Екологія
Лаштує сідала в дуплах дерев, печерах і навіть руїнах мая. Народжується одне маля. Вік статевої зрілості становить від одного до двох років. Харчуються комахами та фруктами на додаток до невеликих хребетних, таких як кажани, опосуми, миші, птахи, ящірки і жаби. Колонії містять від 1 до 7, зазвичай 3—5 особин.

## Морфологічні особливості
Голова і тіло довжиною 100—112 мм, хвіст 7—17 мм, передпліччя 75—87 мм. Хутро довге й м'яке, темно-коричневе зверху, сірувато-коричневе знизу.